# محوطه هشتاد پهلو
محوطه هشتاد پهلو در شهرستان خرم‌آباد، بخش پاپی، دهستان کشور، ۳ کیلومتری غرب دره نسو، منطقه تنگ قلا واقع شده و این اثر در تاریخ ۱۸ اسفند ۱۳۸۷ با شمارهٔ ثبت ۲۵۲۶۸ به‌عنوان یکی از آثار ملی ایران به ثبت رسیده است.